# بندر (غرمسار كرمان)
بندر (بالفارسية: بندر) هي قرية تقع في إيران في قسم غرمسار الریفي.